# Gewog di Balam
Il gewog di Balam è uno dei diciassette del distretto di Mongar, nella regione Orientale, in Bhutan.